# Alois Štůla

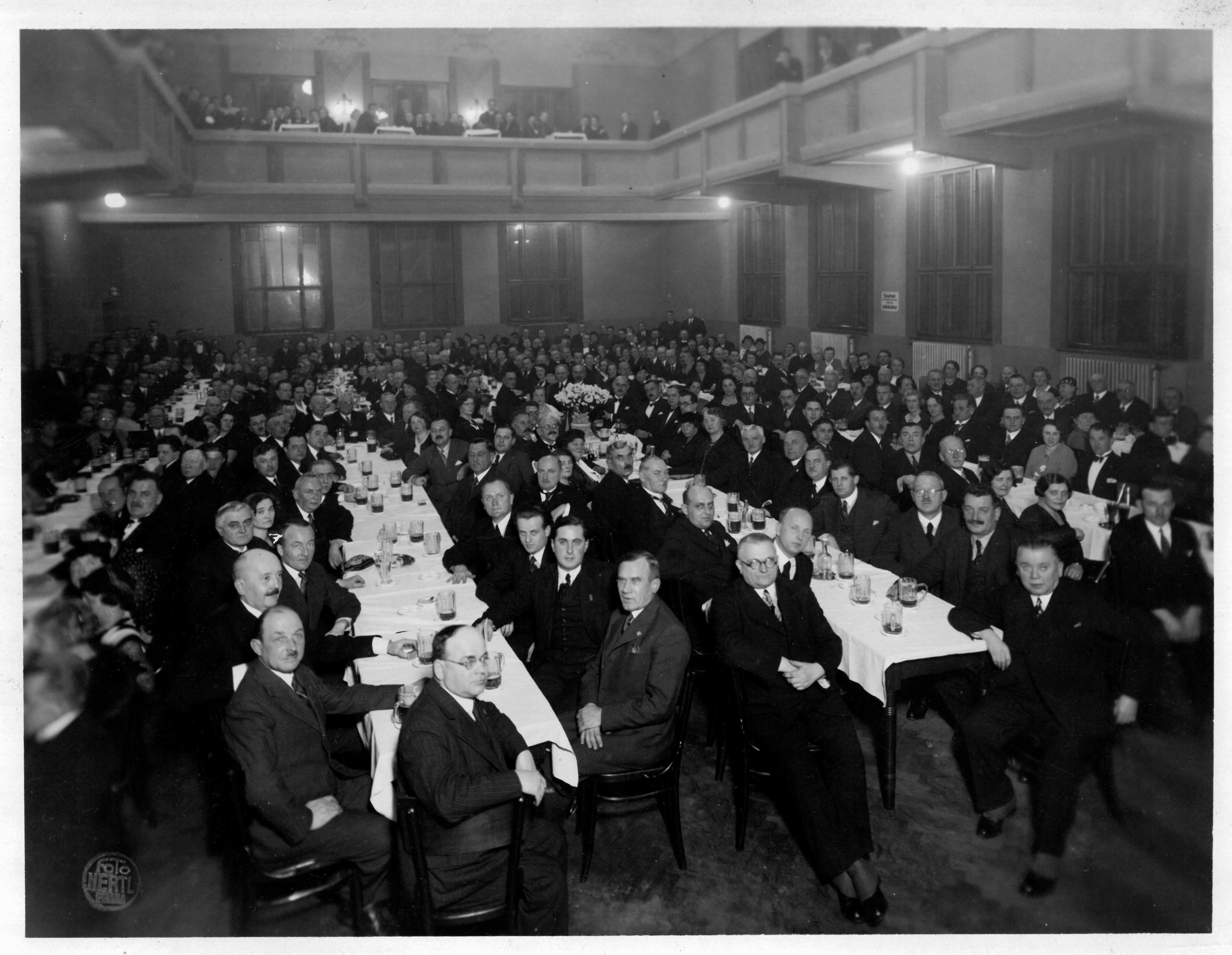
Oslava padesátin Aloise Štůly v bubenečské sokolovně

Alois Štůla (22. ledna 1885 Neveklov – 26. srpna 1941 Praha) byl československý politik a meziválečný poslanec Národního shromáždění za Národní sjednocení.

## Biografie

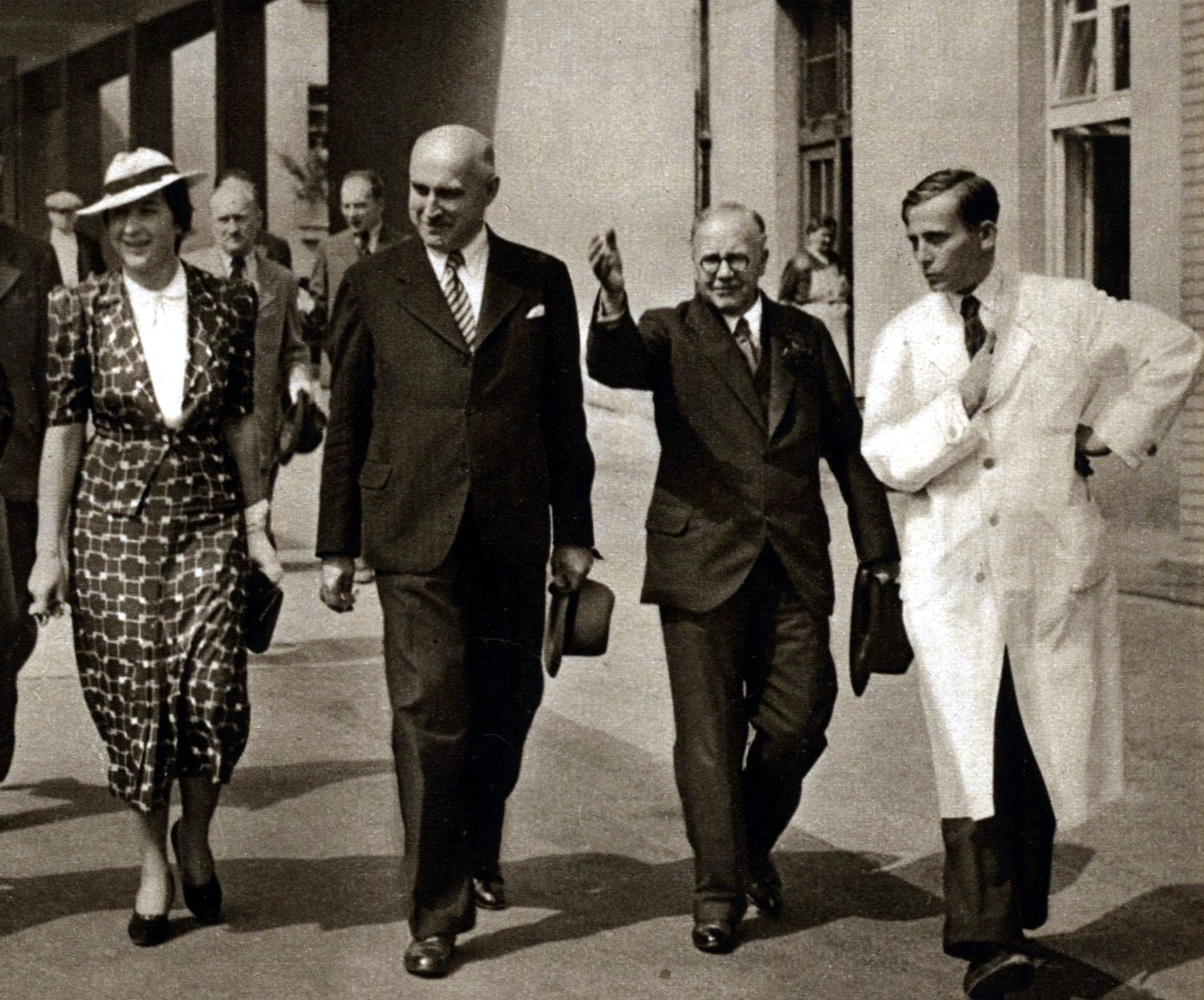
Milada Horáková a Alois Štůla (druhý zleva) doprovázejí britského ministra zdravotnictví v Masarykových domovech, 1937

Vystudoval gymnázium v Benešově a Příbrami a v roce 1911 úspěšně ukončil studium práv na české Karlo-Ferdinandově univerzitě a působil jako advokát. Po vzniku Československa působil jako funkcionář místní samosprávy. Zpočátku byl místostarostou Dejvic, po jejich začlenění do Velké Prahy přešel na celoměstskou pražskou úroveň, kde dosáhl funkce náměstka primátora. Angažoval se v spolku rodáků z Neveklovska. Setrvale lobboval za výstavbu přehradní nádrže u Štěchovic.
Podle údajů z roku 1935 bydlel v Praze. Profesí byl advokát a první náměstek primátora hlavního města Prahy. Tuto funkci zastával od roku 1932, tehdy jako kandidát Československé národní demokracie.
V parlamentních volbách v roce 1935 získal poslanecké křeslo v Národním shromáždění za formaci Národní sjednocení, na jejímž vzniku se podílela Československá národní demokracie. Mandát si oficiálně podržel do zrušení parlamentu roku 1939, přičemž v prosinci 1938 ještě přestoupil do poslaneckého klubu nově ustavené Strany národní jednoty.
Pod Soborskou ulicí na Hanspaulce, v nynější městské části Praha 6, byl po něm pojmenován háj Dra. Štůly, založený ve 30. letech 20. století.